# توتسي (فلم)
توتسي (بالإنجليزية: Tootsie) هو فيلم كوميدي تم إنتاجه في الولايات المتحدة سنة 1982 . الفيلم من إخراج سدني بولاك ، وهذا الفيلم من بطولة داستين هوفمان وجيسيكا لانج وتري غار ودابني كوليمان.

## قصة الفيلم
والفيلم عبارة عن كوميديا اجتماعية خفيفة تعالج قضية البطولة المتفشية في الوسط الفني، ويعرض للمشكلة التي يتعرض لها الممثل الملتزم بالذات .
يجسد هوفمان في هذا الفيلم شخصية ممثل مسرحي يتكرر فشله في الحصول على دور في المسرح أو في التليفزيون، والسبب ليس كونه ممثلاً رديئاً، بل لأنه من وجهة نظر المنتجين والمخرجين ممثل مزعج وفضولي يتدخل في عمل غيره . لذلك نراه يضطر للعمل كجرسون في أحد المقاهي لكسب لقمة العيش، مع قيامه بتدريب بعض الوافدين الجدد على التمثيل . إلا أنه ـ وبشكل مفاجئ ـ يقرر أن يتنكر بثياب امرأة لدخول اختبار للقيام بدور امرأة في مسلسل تليفزيوني جماهيري، كانت صديقته قد فشلت في الحصول عليه . ولم يكن إقدامه هذا بدافع كسب العيش فحسب، وإنما اعتبره تحدياً لإثبات قدراته التمثيلية .
ينجح هوفمان في الحصول على هذا الدور، بل ويشتهر أيضاً بفضل أدائه الجيد في المسلسل ولكنه بالمقابل يتعرض لمواقف محرجة ومشاكل عاطفية ونفسية صعبة تدفعه للكشف عن هويته في النهاية ليعود مرة أخرى في البحث عن عمل.

## الإنتاج
تكلف إنتاج الفيلم 21 مليوناً، كان نصيب المخرج بولاك مليونين والممثل هوفمان أربعة ملايين ونصف .

## الميزانية والإيرادات
بلغت تكلفة إنتاج الفيلم حوالي 21 مليون دولار بينما حقق أرباحا تقدر بـ 177,200,000 دولار.

## ردود الفعل
يتحدث داستن هوفمان عن سبب اختياره لدور امرأة، فيقول :
الذي دعاني للقيام بهذا الفيلم هو ارتباطي بالسينما وبالآخرين ثم بالمخرج العظيم سيدني بولاك الذي أخرج معظم أفلام روبرت ريدفورد، إنه الممثل المخرج، وهو المخرج الذي يعرف كيف يخرج لنفسه أفلاماً (قام بدور مدير أعمال هوفمان في فيلم توتسي) . ثم هذا الدور الذي أقوم به دور ثنائي ومزدوج، مما يمثل لي تحدياً واضحاً في أداء شخصيتين متناقضتين . إنني أعشق الدور الصعب، والذي يخلق بشكل مميز . وأعتقد بأنه من الصعب أن تخلق دوراً لا يمس ذاتك بتاتاً .

## روابط خارجية
- توتسي على موقع IMDb (الإنجليزية)
- توتسي على موقع ميتاكريتيك (الإنجليزية)
- توتسي على موقع الموسوعة البريطانية (الإنجليزية)
- توتسي على موقع روتن توميتوز (الإنجليزية)
- توتسي على موقع نتفليكس (الإنجليزية)
- توتسي على موقع قاعدة بيانات الأفلام العربية
- توتسي على موقع ألو سيني (الفرنسية)
- توتسي على موقع Turner Classic Movies (الإنجليزية)
- توتسي على موقع أول موفي (الإنجليزية)
- توتسي على موقع بوكس أوفيس موجو (الإنجليزية)